# Pellorneum
Pellorneum är ett fågelsläkte i familjen marktimalior inom ordningen tättingar. Släktet omfattar här 15 arter med utbredning från Himalaya och Sri Lanka till Filippinerna och Sulawesi:
- Fläcktimalia (P. ruficeps)
- Svartkronad timalia (P. capistratum)
- Gråbrynad timalia (P. nigrocapitatum)
- Vitbrynad timalia (P. capistratoides)
- Ceylontimalia (P. fuscocapillus)
- Kärrtimalia (P. palustre)
- Prickstrupig timalia (P. albiventre)
- Beigebröstad timalia (P. tickelli)
- Sumatratimalia (P. buettikoferi)
- Rostbrynad timalia (P. pyrrogenys)
- Kortstjärtad timalia (P. malaccense)
- Palawantimalia (P. cinereiceps)
- Flodtimalia (P. rostratum)
- Sulawesitimalia (P. celebense)
- Rosttimalia (P. bicolor)